# Видаль, Хосе
Хосе́ Вида́ль (исп. José Vidal; 15 декабря 1896, Монтевидео — 16 ноября 1973, там же) — уругвайский футболист, полузащитник, Олимпийский чемпион 1924 года, трёхкратный чемпион Южной Америки.

## Биография
Хосе Видаль провёл большую часть клубной карьеры в «Бельграно» из Монтевидео. Был включён в заявку сборной Уругвая на Чемпионат Южной Америки 1922 года, который прошёл в Бразилии, но не сыграл на турнире ни единого матча. Там сборная Уругвая заняла третье место. Через год Хосе Видаль сыграл во всех трёх матчах (с Парагваем, Бразилией и Аргентиной) домашнего Чемпионата Южной Америки и впервые в карьере стал чемпионом континента.
Видаль поехал со сборной на Олимпийские игры в 1924 году в Париж, где Уругвай выиграл золотую медаль. Он сыграл в четырёх встречах на победном турнире, включая финал, пропустив лишь четвертьфинальную игру против сборной Франции. В 1/8 финала Хосе забил один из голов в ворота сборной Югославии (7:0).
После триумфального возвращения из Европы сборная Уругвая в том же году выиграла чемпионат Южной Америки, который Уругвай принял во второй раз подряд — вместо Парагвая, где инфраструктура на тот момент не удовлетворяла требованиям участников. Хосе Видаль не играл на этом турнире, однако был включён в заявку.
Всего за сборную Уругвая Хосе Видаль с 4 ноября 1923 по 9 июня 1924 года сыграл семь матчей и забил 1 гол. Умер Хосе Видель в Монтевидео в 1974 году.

## Титулы и достижения
- Олимпийский чемпион (1): 1924
- Чемпион Южной Америки (2): 1923, 1924